# Squalius malacitanus
Squalius malacitanus es una especie de peces de la familia Cyprinidae en el orden de los Cypriniformes.

## Morfología
Los machos pueden llegar alcanzar los 7,6 cm de longitud total.

## Hábitat
Es un pez de agua dulce.

## Distribución geográfica
Se encuentra en la península ibérica (ríos  Guadalmina Guadaiza y  Genal).